# نهر بيجا
نهر بيجا بالإنجليزية (Bega River): يقع نهر بيغا في أقصى الساحل الجنوبي من نيو ساوث ويلز، أستراليا, النهر ينبع من منطقة Kybeyan ويصرف مياهه في جنوب المحيط الهادئ عند مدينة Tathra, الرافد الرئيسي هو نهر بروغو Brogo, مساحة النهر 2850 كم2.